# Mikola Andrijovič Storoženko
Mikola Andrijovič Storoženko (Vjazove, Konotopski rajon Sumske oblasti, 24. ožujka 1928. − Kijiv, 15. travnja 2015.), ukrajinski slikar, grafičar, redovni sveučilišni profesor na kijevskoj Nacionalnoj akademiji umjetnosti i arhitekture, dobitnik Državne nagrade „Taras Ševčenko", redovni član Ukrajinske akademije znanosti i umjetnosti (NANU). Nositelj je najviših nacionalnih odličja koja se dodjeljuju istaknutim umjetnicima. Na Akademiju je uveo sakralno slikarstvo. 
Storoženko je imao je velike simpatije za Hrvatsku, jer je poznavao hrvatsku povijest više od prosječnog ukrajinskog intelektualca. Osim toga, pripadao je Ukrajinskoj grko-katoličkoj Crkvi.

## Poznata djela
Freskama je 1997. oslikao crkvu sv. Mikole Pritiska koja je bila vraćena Ukrajinskoj Pravoslavnoj Crkvi – Kijevskog Patrijarhata. Ističe se freska Sv. Trojstva koja se nalazi u kupoli crkve. Poznavatelji pravoslavnog fresko-slikarstva uočit će da je akademik odstupio od klasičnog bizantskog obrasca, odnosno da se vratio bogatom iskustvu ukrajinskog baroka.
Autor je slike koja prikazuje ukrajinskog nacionalnog junaka Oleksa Dovbuša. Slika je nastala u godinama tzv. „Hruščovljevog zatopljenja", kada je središnja partijska vlast dopuštala iskazivanje ukrajinske kulturne samobitnosti. Tada je nastao pokret tzv. „šesdesetaša", odnosno umjetnika iz 60-tih godina. Nakon rušenja Nikite Sergejeviča Hruščova (rus. Ники́та Серге́евич Хрущёв, 1894. – 1971.), listopada 1964., na čelo KO SSSR-a dolazi Leonid Iljič Brežnjev, čime izbija novo zahlađenje i ta slika s „ukrajinskim nacionalistički sadržajem" više nije smjela u javnost.